# Fuga di mezzanotte
(La frase pronunciata dal giudice dopo aver condannato a trent'anni Billy Hayes)
Fuga di mezzanotte (Midnight Express) è un film del 1978 diretto da Alan Parker.
Brutale evocazione dell'universo carcerario in Turchia, la pellicola narra la storia realmente accaduta dello studente universitario Billy Hayes, arrestato all'aeroporto di Istanbul per possesso di hashish, condannato inizialmente a quattro anni e due mesi di reclusione e in seguito all'ergastolo nel carcere di Sağmalcılar. Prodotto da Alan Marshall e David Puttnam e tratto dall'omonima autobiografia di Hayes, adattata per il grande schermo da Oliver Stone, il film venne acclamato per le sue scene di forte realismo e di notevole impatto emotivo, distinguendosi subito come uno dei thriller più notevoli degli anni settanta e consacrando il talento registico di Alan Parker.
Venne presentato in concorso al 31º Festival di Cannes e ricevette sei candidature ai Premi Oscar 1979, aggiudicandosi due statuette per la sceneggiatura di Stone e la colonna sonora di Giorgio Moroder. Molto apprezzata fu anche l'interpretazione dell'attore Brad Davis, premiato con un Golden Globe per il miglior attore debuttante: per il giovane interprete il premio significò l'ascesa fra le maggiori star del momento. Nonostante gli apprezzamenti di critica e pubblico, tanto da diventare negli anni un film culto, Fuga di mezzanotte ricevette opinioni contrastanti in merito alla sua poca fedeltà al libro di Hayes, in particolare per come vennero raffigurate le guardie turche.

## Trama
Istanbul, 6 ottobre 1970: al termine di un periodo di vacanza in compagnia della sua ragazza, lo studente americano Billy Hayes tenta di salire a bordo di un aereo diretto verso gli Stati Uniti con due kg di hashish attaccati al petto e all'addome con del nastro adesivo, ma viene fermato durante una perquisizione corporale dalla polizia turca all'aeroporto appena prima di imbarcarsi. Denudato per ore davanti ai poliziotti, riceve la visita di un agente diplomatico americano, che convince Billy a collaborare con le autorità turche per far arrestare lo spacciatore, un taxista conosciuto in un bazar: i due si recano al mercato dove l'americano ha acquistato la droga. Billy tenta però la fuga, venendo immediatamente riacciuffato e quindi trasferito nel carcere di Sağmalcılar.
Durante la sua prima notte in detenzione, il giovane sguscia fuori dalla sua cella aperta e ruba una coperta da un'altra cella. Scoperto da Rifki, un detenuto disprezzato dal resto della prigione per essere un fedele informatore dei secondini, viene torturato dal capo delle guardie, il sadico Hamidou. Dopo due giorni di incoscienza conosce altri detenuti occidentali, che lo hanno soccorso e curato dopo il violento pestaggio: l'americano Jimmy, l'eroinomane inglese Max e lo svedese Erich. Nelle settimane successive Billy tenta di ottenere la sua liberazione attraverso il sistema giudiziario turco. Il padre di Billy arriva dagli Stati Uniti per assistere al processo, e con l'aiuto del console assolda Yesil, un avvocato turco con una buona reputazione. Il pubblico dibattimento si conclude però con una condanna a quattro anni e due mesi di reclusione.
Per l'americano inizia così un calvario che dura anni, durante i quali stringe un legame particolare con lo svedese Erich, che è omosessuale e lo desidera, comunque non ricambiato. Diciotto mesi prima della scarcerazione di Hayes, Jimmy tenta di convincere Billy e Max a una fuga, dicendo di esser venuto a conoscenza di una via d'accesso alle catacombe, raggiungibili dai muri delle loro celle. Billy, ormai prossimo alla scarcerazione, preferisce non correre rischi e rifiuta. Jimmy cerca di fuggire per conto suo, passando per i tetti, ma viene scoperto e torturato dalle guardie carcerarie. Nel 1974, 53 giorni prima del rilascio, Billy viene convocato in tribunale per un nuovo processo richiesto dal pubblico ministero. L'accusa gli contesta il reato di contrabbando, non più semplice possesso, e la pena viene trasformata in ergastolo, come imposto dall'alta corte di Ankara. Furioso, Billy copre di contumelie i turchi; al termine, il giudice "riduce" la condanna a trent'anni.
La permanenza dell'americano in carcere diventa un inferno dantesco, dove si susseguono torture fisiche e mentali, fino a quando Billy decide, insieme a Max, di partecipare al nuovo piano di evasione di Jimmy. Il tentativo di fuga però fallisce, grazie alla delazione di Rifki, e Jimmy viene accusato e nuovamente torturato. Billy e Max decidono di vendicarsi bruciando i soldi che Rifki ha messo da parte collaborando come spia. La situazione peggiora ulteriormente: viene trovato dell'hashish indosso a Rifki, che per vendicarsi scarica la colpa su Max, il quale viene portato via a forza dalle guardie. Billy reagisce: attacca brutalmente Rifki e, dopo una violenta colluttazione, lo massacra di botte e gli strappa la lingua con un morso, uccidendolo, in preda ad un delirio di vendetta. Viene quindi trasferito al reparto dei detenuti con malattie mentali, dove vaga ormai in stato confusionale tra gli altri prigionieri disturbati.
Nel 1975 riceve la visita della fidanzata Susan, che rimane sbigottita dallo stato di patimento nel quale trova il giovane: incitandolo a non lasciarsi morire, lo supplica di evadere, consegnandogli un album di foto, con dei soldi nascosti all'interno. Billy, nuovamente motivato, programma la sua fuga, indicata nello slang carcerario come il Midnight Express da prendere: dà l'addio a Max (ormai perduto in uno stato di totale disordine mentale e fisico) dicendogli che tornerà a prenderlo, e cerca poi di corrompere Hamidou per farsi portare in infermeria e tentare così un'estrema fuga. Viene invece condotto nello spogliatoio dei secondini, dove Hamidou tenta di sodomizzarlo. Billy si scaglia contro il capo delle guardie, che sbatte contro un appendiabiti e muore sul colpo, con la nuca trafitta. Recuperata la pistola di Hamidou, indossa una divisa e fugge dalla prigione, attraversando il confine con la Grecia, per poi arrivare negli Stati Uniti tre settimane dopo.

## Produzione

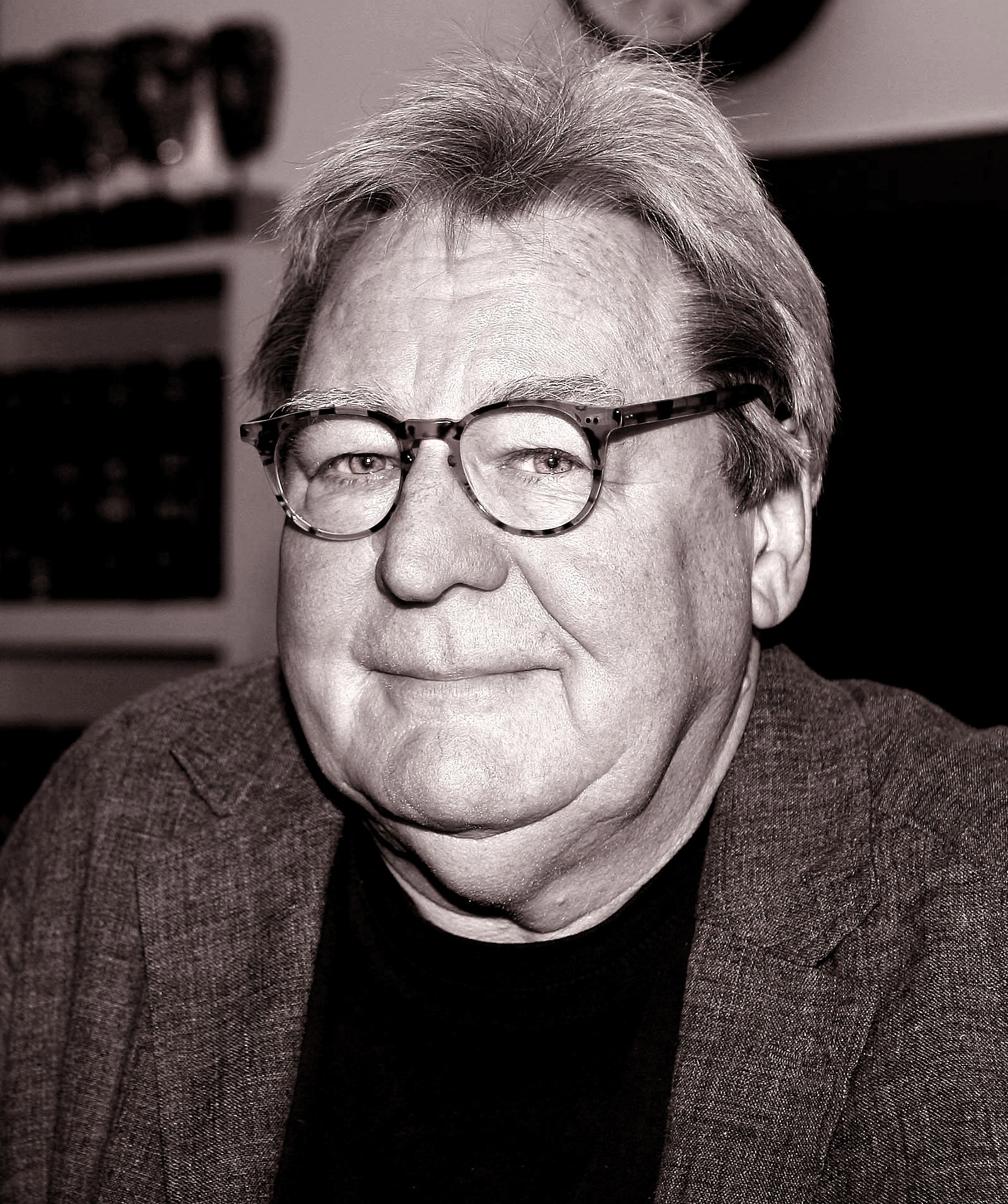
Il regista Alan Parker

### Regia e sceneggiatura
Il produttore David Puttnam stava per essere assunto a Los Angeles, presso la società Casablanca. Ad Alan Parker era stata offerta la direzione di The Wiz, ma il progetto non lo attraeva e rifiutò (la regia fu poi affidata a Sidney Lumet). Fuga di mezzanotte nacque per caso: Parker stava camminando lungo la Quinta Strada di New York, quando un membro della Columbia Pictures gli presentò il libro di Hayes. Piacque subito al regista, il quale intendeva realizzare qualcosa di diverso da Piccoli gangsters (1976), qualcosa che mostrasse un altro lato di sé; si incontrò a questo punto con David Puttnam che, per combinazione, aveva già il progetto sottomano, e disse al regista: «Se si fa il film, mi prendo il lavoro.» Casablanca affidò la sceneggiatura ad Oliver Stone, che incontrò Alan Parker nel suo ufficio di Londra.
Fin dall'inizio, Parker e Stone si orientarono verso una storia di "disumanità dell'uomo verso l'uomo". Stone scrisse la prima bozza della sceneggiatura in sei settimane, poi la mostrò al regista che la revisionò pagina per pagina insieme allo sceneggiatore. Il problema principale era organizzare e strutturare gli eventi in ordine cronologico. Parker infatti osservò: «Nel libro, come in molte storie che trattano di carcere, l'azione vaga avanti e indietro tra un sacco di personaggi. Ma nel film ci siamo dovuti concentrare soprattutto sulla storia.»
La sceneggiatura richiamava un'esperienza di Stone avuta nel 1968: dopo aver prestato servizio in Vietnam, tornò in patria, negli Stati Uniti, e venne scoperto con della marijuana indosso, episodio che gli costò un breve periodo di detenzione, fino a quando venne assolto.

### Cast e riprese

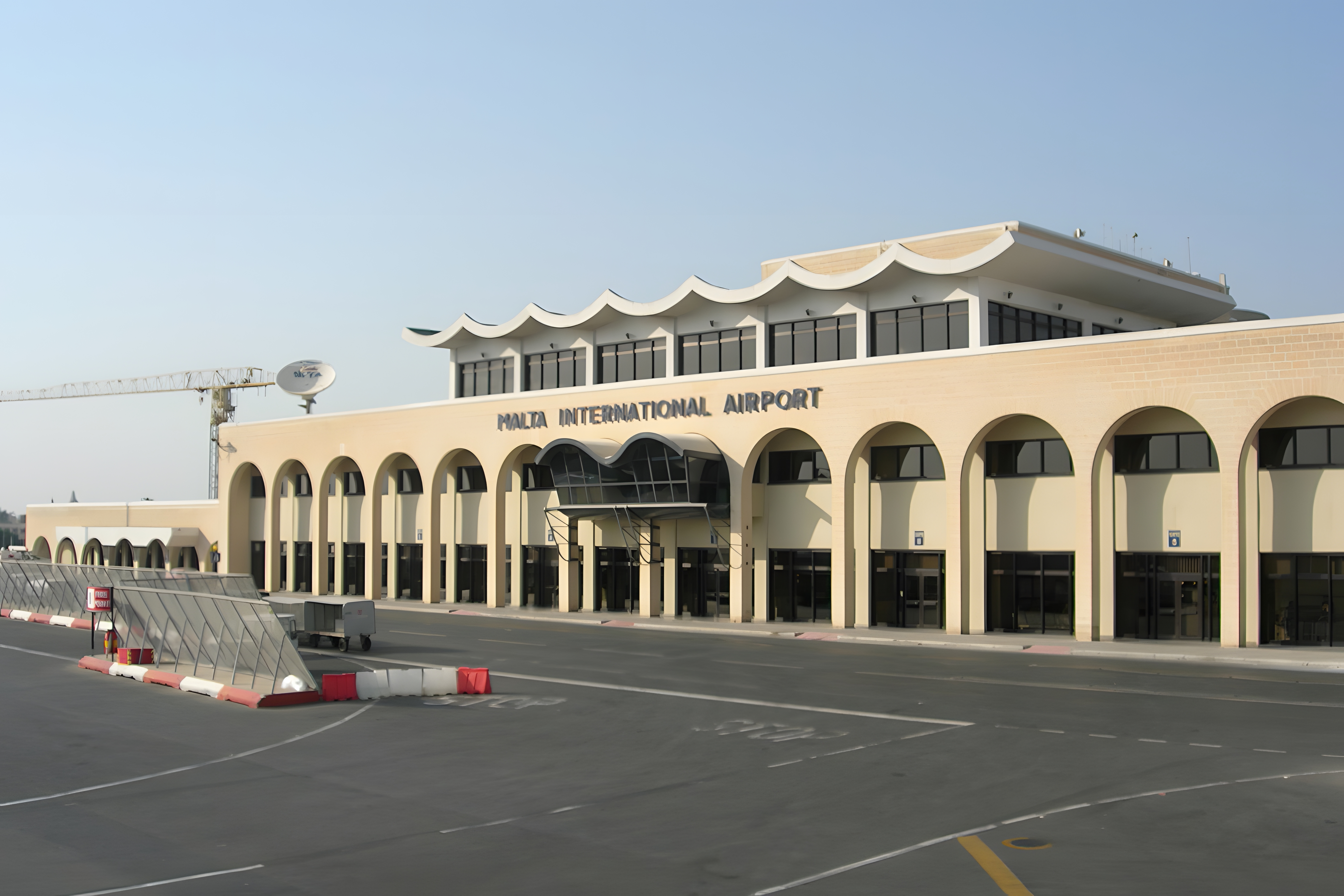
L'aeroporto di Malta, che ospitò le sequenze iniziali del film

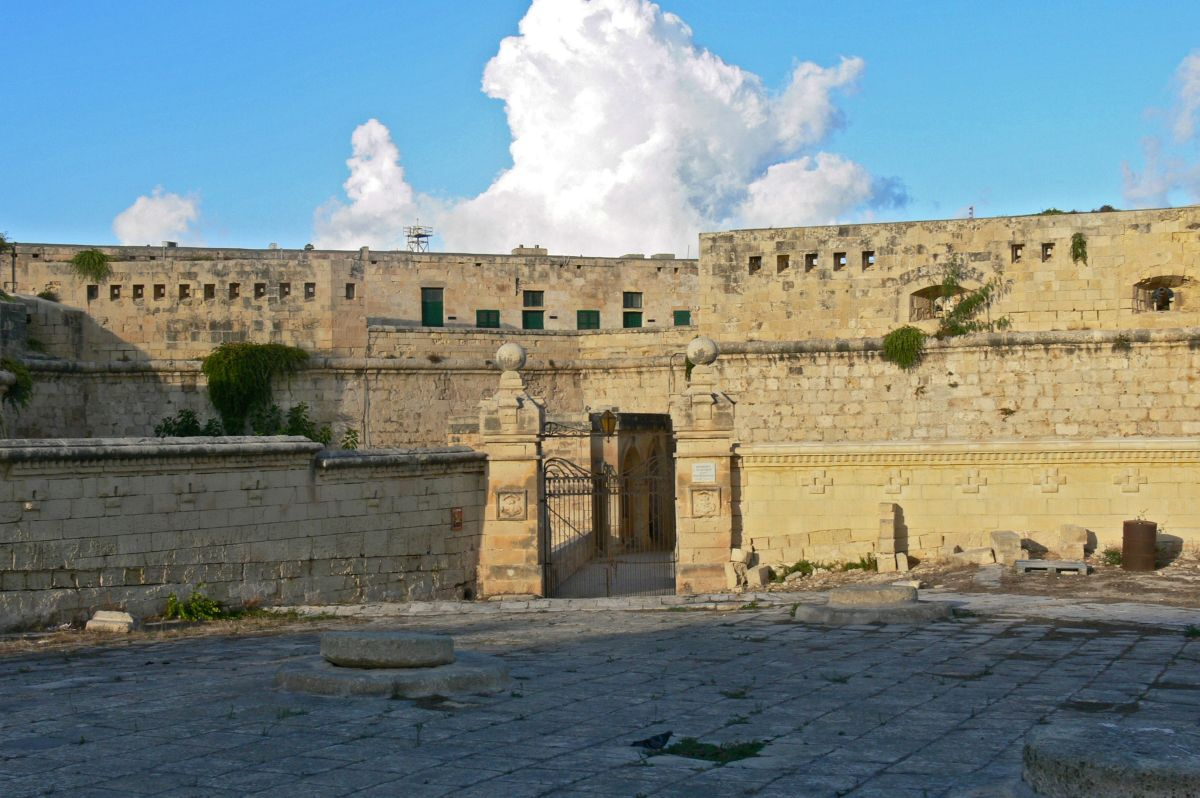
Il Forte Sant'Elmo a La Valletta venne utilizzato come ambientazione del carcere di Sagmacilar

La scelta del cast fu particolarmente accurata: per aumentare l'impatto col pubblico e rendere il film più credibile possibile, il regista preferì scritturare attori poco conosciuti piuttosto che grandi stelle. Per interpretare il ruolo del protagonista inizialmente furono presi in considerazione Richard Gere e John Travolta, poi la parte fu affidata a Brad Davis, che era noto all'epoca per la partecipazione ad alcune serie televisive di quegli anni, ma non aveva ancora recitato in nessun ruolo importante, e a differenza degli altri Davis dava una sensazione di vulnerabilità che secondo i produttori era una caratteristica utile al personaggio.
Per interpretare la parte della spia Rifki, Parker aveva pensato subito ad un personaggio con gli occhi chiari, lo cercò inizialmente in Germania, poi la scelta cadde su Paolo Bonacelli; così fece il provino, leggendo le battute in inglese con un accento straniero, convinse il regista, e dopo dieci giorni l'attore era a Londra a provare il trucco. La caratterizzazione del personaggio non fu complicata: «Non c'era un grande studio psicologico - ricorda l'attore - Rifki, questo era il suo soprannome, era una spia, uno spacciatore. Un tipo sporco e cattivo. Tutto qui. Mi preoccupava di più dover recitare in inglese con qualche battuta in turco.»
Il cast comprendeva interpreti provenienti da molti paesi diversi, e tutti di prim'ordine: oltre a Bonacelli, furono scritturati a Roma anche Franco Diogene e Gigi Ballista, nei rispettivi panni dell'avvocato Yesil e del Giudice. Oltre poi ad attori greci, armeni e maltesi (che interpretavano i turchi), furono impiegati attori statunitensi, quali Randy Quaid, Irene Miracle, Bo Hopkins e Paul L. Smith (nei panni del feroce secondino Hamidou - accreditato come Paul Smith), e inglesi, come John Hurt, il quale sembra avesse accettato il ruolo senza preoccuparsi di conoscere a fondo il copione (quindi presumibilmente improvvisò spesso sul set), e per calarsi nel personaggio evitò di lavarsi per giorni, tanto che molti collaboratori ed attori evitarono di avvicinarglisi durante le riprese a causa del forte odore. Per questo ruolo l'attore venne candidato all'Oscar, lo stesso Billy Hayes disse che la sua caratterizzazione del personaggio era sorprendentemente simile al detenuto su cui è ispirato.
Alan Parker aveva intenzione di raffigurare un ritratto di un carcere mai visto prima; scrisse una lettera al cast e al resto della troupe prima di incominciare le riprese, in cui li avvertiva dell'impegno e della difficoltà che si prevedevano per la lavorazione del film, che non sarebbe stato semplice, e che era sua intenzione creare un film molto violento e non solo una storia di prigionia impostata da celle claustrofobiche, ma molto di più. Un carcere del quale fosse difficile esprimersi a parole, che mirava a colpire e scuotere il pubblico, quasi al punto di renderli increduli.
Le riprese, iniziate nel settembre del 1977, durarono 53 giorni, con 6 giorni di lavoro alla settimana; lo stesso Parker dichiarò che Fuga di mezzanotte fu il film più impegnativo ed estenuante della sua carriera.
Poiché fu vietato di girare in Turchia, fu cercato altrove un luogo adatto per le riprese; furono quindi condotti sopralluoghi a Creta, Cipro, Francia, Israele, Italia (in particolare in Sicilia), Spagna e Malta; fu scelta quest'ultima e il film venne quasi interamente girato lì; il set della prigione fu ricreato nel Forte Sant'Elmo, situato nella capitale La Valletta. La sequenza iniziale all'aeroporto venne anch'essa girata a Malta, difatti si tratta dell'Aeroporto Internazionale del Paese. Altre scene vennero girate in Grecia. Servivano però delle brevi sequenze che raffigurassero Istanbul, così fu inviata una troupe sul luogo per registrare alcune scene (che sono quelle che si vedono all'inizio del film) con il pretesto di girare uno spot pubblicitario.
Durante le riprese, Brad Davis era sempre molto disponibile, ma chiuso e appartato, tanto che non legò neanche con gli altri attori, neppure con i connazionali. Prima di iniziare a girare si preparava sempre usando tecniche di concentrazione, compreso lo yoga. Il momento forse più impegnativo per l'attore fu quello in cui il suo personaggio, Hayes, lotta con Rifki, strappandogli infine la lingua con un morso. La scena fu attentamente curata per una resa di maggior impatto possibile: difatti la lingua che Davis sputa in aria è autentica, si tratta di quella d'un maiale. La sequenza fu così reale che sconvolse molti dei presenti sulla scena, che si allontanarono perfino dal set. Non furono usate controfigure, fatta eccezione per la caduta iniziale di Rifki sul letto a castello; ricordò a proposito Bonacelli (il quale rammenta con molto piacere il personaggio da lui interpretato nel film): «Abbiamo provato una domenica intera e poi abbiamo girato in due giorni, con più macchine da presa. È stato divertente massacrarci. Un gioco. Anche se alla fine lui mi strappava la lingua con un morso.»
Fuga di mezzanotte venne girato con un rapporto d'aspetto di 1,85:1 in formato 35 millimetri con il processo cinematografico Spherical.

## Colonna sonora
Alan Parker rimase colpito quando ascoltò il brano I feel love, che Moroder aveva composto per Donna Summer nel 1977, così lo chiamò per comporre le musiche del film, grazie a cui Moroder ottenne poi l'Oscar per la migliore colonna sonora originale. La cerimonia si svolse allo Shrine Auditorium di Los Angeles, e a proposito il compositore ricordò: «Parker mi chiamò per la colonna sonora di Fuga di mezzanotte. E fu Oscar, il primo, allo Shrine Auditorium. Un'emozione da non reggermi, e meno male che Dean Martin mi tirò su con le sue battute.»

### Album
Realizzata al sintetizzatore, fu la prima colonna sonora cinematografica composta dall'artista. Venne pubblicata la prima volta Il 6 ottobre 1978. Il 29 aprile 1985 venne poi distribuita da Casablanca Records. Di seguito sono riportate le varie tracce dell'album, dalla durata complessiva di 36:54 minuti:
Lato A:
1. Chase – 8:24
2. Love's Theme – 5:33
3. Theme from Midnight Express – 4:39

Durata totale: 18:36
Lato B:
1. Istanbul Blues (vocale) – 3:17 – Voce di David Castle
2. The Wheel – 2:24
3. Istanbul Opening – 4:43
4. Cacaphoney – 2:58
5. Theme from Midnight Express (vocale) – 4:47 – Voce di Chris Bennett

Durata totale: 18:09

## Distribuzione
(La Stampa, 17 novembre 1978)
Fuga di mezzanotte venne mostrato per la prima volta nel maggio del 1978 durante il festival di Cannes, per poi venire distribuito nel corso dell'anno, nelle seguenti date:
- 18 maggio 1978 (Festival di Cannes) - 13 settembre 1978 in Francia (Midnight Express)
- 31 agosto 1978 nei Paesi Bassi
- 1º settembre 1978 in Finlandia (Keskiyön pikajuna - Midnattsexpressen)
- 16 settembre 1978 in Svezia
- 20 settembre 1978 (Festival di Toronto) in Canada (L'express de minuit)
- 6 ottobre 1978 - 6 novembre 1978 negli Stati Uniti d'America (Midnight Express)
- 27 ottobre 1978 in Danimarca
- 28 ottobre 1978 in Giappone (Midnight Express)
- novembre 1978 in Italia (Fuga di mezzanotte)
- 7 dicembre 1978 in Australia
- 18 dicembre 1978 in Spagna (El expreso de medianoche)
- 29 settembre 1979 in Germania Ovest (12 Uhr nachts - Midnight Express)
- 25 dicembre 1979 in Argentina (Expreso de medianoche)

### Divieti
Per le sue scene molto dure il film venne vietato ai minori di 18 anni in molte nazioni (Norvegia, Corea del Sud, Stati Uniti d'America, Australia, Regno Unito, Singapore, Brasile, Germania Ovest, Argentina, Canada e Cile). In Finlandia venne fortemente censurato: alla sua uscita fu vietato ai minori di 18 anni e alcune scene vennero tagliate, nel 1996 scese ai minori di 16, fino a quando venne proiettato integro nel 1999. Passò invece con facilità in Svezia, dove fu vietato ai minori di 15 anni, e in Islanda, Paesi Bassi, Germania, Portogallo, Nuova Zelanda e Francia, dove venne vietato ai minori di 16 anni.

### Edizioni home video
A partire dal 12 febbraio 2008 la Sony Pictures Home Entertainment rese disponibile nei negozi il film in DVD, in corrispondenza con il trentesimo anniversario del film, con sottotitoli in arabo - danese - finlandese - hindi - inglese - inglese per non udenti - italiano - norvegese - serbo - croato - slovacco - sloveno - svedese, e audio Dolby Digital 5.1. Venne poi distribuito nuovamente nel mese di luglio 2009. In Italia il film venne distribuito in VHS nelle edicole, dal quotidiano l'Unità il 9 marzo del 1996.

#### Blu-ray Disc
L'edizione blu-ray del film venne distribuita a partire dal 21 luglio 2009, venendo accolta da plausi moderati, che incensarono la quantità di materiale aggiuntivo e la resa di audio e video: «Il film non splenderà mai nell'alta definizione e non dovrebbe, visto che il film è stato girato per essere appositamente sporco e poco preciso». Il transfer video venne recensito positivamente per la sua fedeltà alla fonte, la consistenza granulosa del fotogramma, atta a rendere l'immagine più cinematografica, e i colori vibranti, nonostante la nitidezza e la profondità del quadro non fossero a livelli eccellenti; la traccia audio del film venne percepita come una miglioria della precedente colonna audio mono: «Anche se rispetto alla traccia monocanale quella a più piste rappresenta un miglioramento, più canali audio non significano un aumento del livello di attività sonica. Il suono viene convogliato per la maggior parte nello speaker centrale e solo poche informazioni sonore vengono deviate verso i canali esterni».
Il blu-ray del film presenta i seguenti contenuti speciali:
- Un libretto di 32 pagine contenente foto di produzione, storyboard e un lungo pezzo, Anatomy of a Film: The Making of Midnight Express, scritto dal regista in cui racconta la sua esperienza sul film.
- Commento audio del regista Alan Parker.
- Un documentario sulla realizzazione del film, diviso in tre parti:
  - The Producers, in cui i produttori Peter Guber e David Puttnam illustrano la genesi del progetto, l'approdo di Stone, il casting e le ristrette del budget.
  - The Production, in cui vengono mostrate le fasi di ripresa e il rapporto del cast con gli attori.
  - The Finished Film, l'ultimo spezzone in cui viene analizzata la personalità eccentrica di Brad Davis, le decisioni creative del regista (tra cui la volontà di non utilizzare i sottotitoli nelle scene in cui vengono parlate lingue straniere), la fotografia, la colonna sonora e il riscontro controverso ottenuto a Cannes.
- The Making of Midnight Express, un breve video dietro le quinte.
- Una galleria fotografica.
- Trailer vari.

## Accoglienza

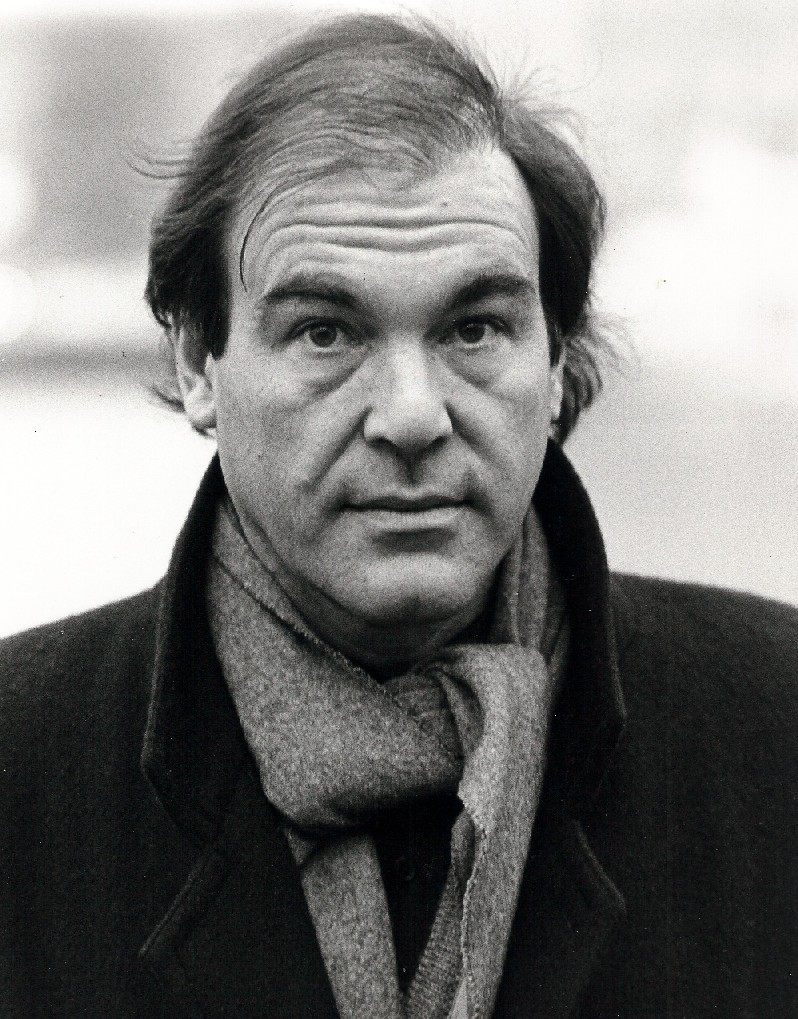
Oliver Stone

Il film si rivelò un buon successo e ottenne critiche positive sin dalla proiezione al festival di Cannes nel maggio del 1978. Non mancarono però le contestazioni: poco dopo la proiezione a Cannes, una dichiarazione di protesta fu rilasciata in tutto il mondo dal ministero turco, con l'intento di vietare la visione del film negli altri paesi; fu perfino inviato un mandato d'arresto per Billy Hayes attraverso l'Interpol.
L'evento ebbe contraccolpi positivi, riuscendo a generare curiosità nel pubblico e ottenendo un'affluenza massiccia in Inghilterra, Francia, Finlandia e Paesi Bassi, prima di essere distribuito negli Stati Uniti dove venne fortemente criticato dalla maggior parte dei recensori, che lo definirono un film razzista che incita a odiare un'altra nazionalità; ma ciò non condizionò il pubblico, lo stesso David Puttnam raccontò di aver assistito a una proiezione del film a New York dove trionfavano applausi dagli spettatori - anche se questo particolare lo turbò, poiché si aspettava una reazione diversa, più amareggiata.

### Incassi
Costato 2.300.000 $, il film ne incassò 35.000.000, posizionandosi al 17º posto tra le pellicole di maggiore incasso negli Stati Uniti nel 1978. In cima alla classifica si posizionò Grease, con 159.978.870 $, seguìto da Superman (134.218.018) e Animal House (120.091.123). Nel Regno Unito Fuga di mezzanotte incassò circa 8.500.000 £.

### Critica
Malgrado il successo ottenuto, le critiche positive e gli elogi, il film suscitò controversie e polemiche riguardanti la rappresentazione delle guardie turche e il trattamento nella prigione, molto differente da come veniva presentato nel libro.
La scrittrice statunitense Mary Lee Settle scrisse nel suo libro Riflessioni turche (Turkish Reflections: A Biography of Place) che i turchi di Fuga di mezzanotte erano rappresentati come delle caricature, rispetto alle persone che aveva realmente conosciuto. Il critico David Denby, sulla rivista New York criticò fortemente il film e lo descrisse come una pellicola anti-turca che dipinge i turchi - guardie e prigionieri - come perdenti, degenerati, zotici e stupidi. Lo stesso disse il critico Andrew Sarris, affermando che i turchi erano stati rappresentati in modo brutale e perverso. Ebbe critiche anche dagli ambasciatori irlandesi, i quali lo chiamarono un film maligno, che promuoveva la criminalità, l'abuso di droga e dava un cattivo esempio ai giovani. Anche il regista Elia Kazan espresse un parere negativo, sul New York Times disse che "Fuga di mezzanotte non è solo razzista, è anti-umano".
Il regista turco Derviş Zaim scrisse una tesi di laurea presso l'Università di Warwick sulla rappresentazione dei turchi nel film, dove concluse che il ritratto unidimensionale dei turchi come "terrificante" e "brutale" servì solo a rafforzare il risultato sensazionale. Il critico turco Attila Dorsay, affermò invece che il film ha esagerato le condizioni delle carceri turche, ma ha anche consigliato che il governo dovrebbe fare un tentativo per migliorare le condizioni nelle prigioni, piuttosto che contestare il film. Nel 1986 Alan Parker dichiarò: «Sono rimasto scioccato quando la gente ha detto che era anti-turco. Non avevamo in mente di fare un film razzista, pensavamo solo di fare un film sull'ingiustizia. Ci sono cose che cambierei ora, cose che farei con una maturità intellettuale o politica che non credo di aver avuto allora.»
Billy Hayes, in particolare, restò deluso dal film, sia per come vennero raffigurati i turchi sia per la parte finale della fuga dal carcere, del tutto diversa da come l'aveva descritta lui nel libro. Infatti in realtà il capo delle guardie Hamidou non viene ucciso da Hayes, ma viene assassinato nel 1973 al di fuori del carcere, da un ex detenuto, che gli sparò ben otto volte; il protagonista viene spostato in un'altra prigione (l'isola-prigione di İmralı) dalla quale scappa per mare, in piena notte durante una tempesta, inizialmente su una barca a remi e successivamente a nuoto, attraversando il fiume Maritsa fino ad arrivare in Grecia, dopo aver attraversato inconsapevolmente un campo minato. La fuga risale a dopo il 1974, anno di inizio del conflitto tra Grecia e Turchia, dopo l'invasione turca dell'isola di Cipro. Il libro riporta l'arresto di Hayes da parte delle autorità greche che lo ritengono un cittadino turco, prima della definitiva liberazione. Dopo aver visto il film in una sala di New York Alan Parker chiese a Hayes cosa ne pensasse, rispose: «Mi è piaciuto il film, ma mi manca la mia barca a remi. Che cos'è successo alla fuga?».
Proprio Hayes, che dichiarò di nutrire grande affetto per la Turchia (fatta eccezione per gli anni passati in carcere), tornò a Istanbul dopo 30 anni su invito della polizia turca, per confessare che la pellicola era "esagerata" e manichea, e si scusò con i turchi per tutti i problemi che il film aveva causato, come il calo di turismo nel paese, affermando poi che molte delle cose viste nella pellicola, in realtà non sono mai accadute. Nonostante ciò, elogiò comunque il lavoro di regia sul film. La storia di fondo del film è fedele all'autobiografia di Hayes, mentre molti episodi sono romanzati: come la scena in cui, appeso a testa in giù, il protagonista viene torturato dalle guardie. Falsa anche quella in cui lui stacca con un morso la lingua all'informatore (Rifki nel film) - che in verità sembra solo aver aggredito. Anche gli episodi di violenza (il film non mostra scene di violenza sessuale, ma ci induce a capire che il protagonista ne sia stato più volte vittima) risultano inventati; Hayes affermò di non aver mai subito abusi sessuali dai secondini, ma di aver avuto rapporti consenzienti con un compagno di cella (lo svedese Erich nel film), e quindi di non averlo respinto come ci mostra la pellicola; questa scena suscitò anche un po' d'indignazione, secondo alcune voci Stone avrebbe rappresentato l'omosessualità nel carcere in modo negativo. Argomento di discussione fu anche il linguaggio dei turchi (attori in prevalenza greci e armeni) nel film, che a quanto pare parlavano un gergo inventato.
Hayes aggiunse poi: «Non è giusto che in tutto il film non ci sia nemmeno un turco buono. Io ne ho incontrati, pure in carcere.» Il regista rispose dicendo che mettere qualche turco buono sarebbe stato come fare vedere un nazista che offre una sigaretta agli ebrei che entrano nelle camere a gas, e l'impatto sul pubblico si sarebbe indebolito. Già pochi anni dopo l'uscita il produttore David Puttnam disse che il film era basato su un "libro disonesto", e in effetti l'autore inventò diversi episodi nella sua versione letteraria. Hayes precisò comunque che il messaggio del film non era quello di mettere in cattiva luce il paese turco incitando alla diserzione, ma di non imitare il suo esempio. La pellicola ebbe quindi un impatto decisamente negativo sui turchi, che vennero visti con sdegno dagli altri paesi, come testimoniò anche il giornalista televisivo turco Haluk Sahin. In principio Fuga di mezzanotte non uscì nelle sale turche, e fu trasmesso solo nel 1992 sul canale televisivo privato HBB.
Il film mantenne comunque nel tempo una buona notorietà e critiche favorevoli, ricevendo tuttora giudizi positivi su siti e riviste specializzate. Come sul periodico britannico The Observer, che classifica Fuga di mezzanotte al quinto posto tra i migliori dieci film carcerari, o sul sito Rotten Tomatoes, dove il 96% dei critici cinematografici ha dato recensioni positive.
Lo sceneggiatore Oliver Stone non se la sentì di far ritorno in Turchia, intimorito dal fatto che era malvisto dalla popolazione, fino a quando non venne tranquillizzato dal Ministero della Cultura, e visitando la Turchia nel 2004 si trovò nella situazione di doversi scusare con le autorità per il cattivo ritorno d'immagine arrecato al loro paese, ricordando però come la grave situazione delle carceri turche di quegli anni fosse denunciata da diverse associazioni per i diritti umani: «Mi dispiace d'aver offeso la Turchia. Ho esagerato nel drammatizzare la sceneggiatura. Ho drammatizzato molto, però è vero che anche le organizzazioni umanitarie all'epoca denunciavano le bestialità di quelle carceri. E poi, negli anni settanta, quando l'ho visitata, la Turchia mi è sembrata un posto molto ottomano. Oggi è del tutto diversa.»
Nel 2010 Stone, Parker e Hayes furono invitati a partecipare ad una proiezione speciale del film con dei prigionieri turchi nel giardino del carcere Döşemealtı, in occasione del 47º Golden Orange Film Festival di Adalia. Il film venne successivamente pubblicato in Turchia, al cinema e in seguito in DVD.

## Riconoscimenti
- 1979 - Premio Oscar[53]
  - Migliore sceneggiatura non originale a Oliver Stone
  - Migliore colonna sonora a Giorgio Moroder
  - Nomination Miglior film a Alan Marshall e David Puttnam
  - Nomination Migliore regia a Alan Parker
  - Nomination Miglior attore non protagonista a John Hurt
  - Nomination Miglior montaggio a Gerry Hambling
- 1979 - Golden Globe[53]
  - Miglior film drammatico
  - Miglior attore debuttante a Brad Davis
  - Miglior attrice debuttante a Irene Miracle
  - Miglior attore non protagonista a John Hurt
  - Migliore sceneggiatura a Oliver Stone
  - Miglior colonna sonora a Giorgio Moroder
  - Nomination Migliore regia a Alan Parker
  - Nomination Miglior attore in un film drammatico a Brad Davis
- 1979 - Premio BAFTA[53]
  - Migliore regia a Alan Parker
  - Miglior attore non protagonista a John Hurt
  - Miglior montaggio a Gerry Hambling
  - Nomination Miglior film
  - Nomination Miglior attore protagonista a Brad Davis
  - Nomination Miglior attore debuttante a Brad Davis

- 1978 - Festival di Cannes[53]
  - Nomination Palma d'oro a Alan Parker
- 1979 - Kansas City Film Critics Circle Award[53]
  - Miglior attore protagonista a Brad Davis
- 1978 - National Board of Review Award[53]
  - Migliori dieci film
- 1978 - Los Angeles Film Critics Association Award[53]
  - Miglior colonna sonora a Giorgio Moroder
- 1979 - Directors Guild of America[53]
  - Nomination DGA Award a Alan Parker
- 1979 - Grammy Award[53]
  - Nomination Miglior colonna sonora (Album) a Giorgio Moroder, Christine Bennett, David Castle, Billy Hayes e Oliver Stone
- 1993 - Political Film Society[53]
  - Premio Speciale
- 1979 - Writers Guild of America[53]
  - Writers Guild of America Award a Oliver Stone

## Citazioni e parodie

### Cinema
- Nel film Il rompiscatole, il protagonista Chip (Jim Carrey), recatosi in carcere per rinfrancare Steven (Matthew Broderick), reclusovi proprio a causa sua, ripropone in chiave comica la scena in cui Susan (Irene Miracle) mostra il seno a Billy attraverso il vetro del parlatorio, dicendo apertamente di starne citando il film e menzionandovi oltretutto l'Oscar alla sceneggiatura.[54]
- Anche in King Kong di Peter Jackson risulta esserci un leggero riferimento alla pellicola: è la scena in cui Kong strappa la lingua al T-Rex con un morso sputandola poi in aria, che è quello che fa Billy a Rifki in una sequenza del film.[54]
- Il fast food che appare nel film Hong Kong Express si chiama "Midnight Express".[54]
- Ne L'aereo più pazzo del mondo il capitano Oveur dice: «Joey, sei mai stato... in una prigione turca?»[54]
- Nel film Cose molto cattive il personaggio di Tina muore allo stesso modo della guardia Hamidou.[54]
- In una scena del film Assassini nati - Natural Born Killers, diretto tra l'altro dallo stesso Stone, che si svolge in un motel si può assistere alla trasmissione del film alla tv.[54]
- L'intera trama del film Il tempo di decidere pare trarre ispirazione da Fuga di mezzanotte.[15]
- La pellicola è stata citata anche in Il gioco del falco, Bella in rosa, Tutti gli uomini del deficiente, Holiday in the Sun, EuroTrip e in molti altri film.[54]

### Documentari
- Il documentario Io sono sano, io sono vivo, e io sono libero (I'm Healthy, I'm Alive, and I'm Free) parla della realizzazione del film.[15]
- Banged Up Abroad: The Real Midnight Express è un documentario sugli eventi che hanno ispirato il film, osserva differenza tra eventi reali e come vengono rappresentati nella pellicola.[54]
- La scena della doccia e del bacio col detenuto Erich, viene citata nel documentario Lo schermo velato.[54]
- Viene mostrato anche nel documentario Terrore in sala.[54]

### Televisione
- Nell'episodio de I Simpson La paura fa novanta II (Treehouse of Horror II), c'è una scena che pàrodia proprio quella del film in cui il protagonista Billy vienne tratto in arresto all'aeroporto.[55] La pellicola viene inoltre citata nel quindicesimo episodio della quattordicesima stagione Homer fa le scarpe a Burns (C.E. D'oh), quando il Signor Burns - di ritorno dalla sua vacanza di pensionamento - dice ad Homer che Smithers è detenuto in Turchia per possesso di hashish, oltreché nel sesto della sedicesima stagione, Bando al contrabbando (nell'originale appunto Midnight Rx).[54]
- Nel settimo episodio della prima stagione de I Griffin, Ritratto di un cane, vi è una parodia della famosa scena della visita in carcere della fidanzata di Billy, Susan, che vede per protagonisti due cani nello stesso canile dov'è detenuto Brian.[54]
- Nell'episodio The Departy Monster della serie Robot Chicken, vi è una citazione della scena della visita carceraria, in cui Dorothy mostra i seni allo Spaventapasseri attraverso il vetro, dove quest'ultimo è tra l'altro detenuto assieme all'Uomo di Latta ed al Leone Fifone nel penitenziario di Oz per "streghicidio".[54]
- In ALF, nel quarto episodio della prima stagione, Pennsylvania 6-5000 (Minaccia atomica), Kate Tanner esclama (riferendosi alla scena della tortura): «In Fuga di mezzanotte hanno rotto i piedi.» Frase poi ripetuta anche nella diciassettesima puntata, Try to Remember: Part 2 (L'amnesia - Parte 2).[54]
- Nella serie Mystery Science Theater 3000, nell'episodio King Dinosaur, Crow dice: «Ho visto questo su Fuga di mezzanotte, una volta.»[54]
- Viene menzionato anche in Innamorati pazzi, da Paul Buchman nel terzo episodio della prima stagione, Sunday Times.[54]
- È stato parodiato anche in Spaced, nel primo episodio della seconda stagione Back.[54]
- Nella serie tv Una mamma per amica, durante il nono episodio della prima stagione Il ballo di Rory (Rory's Dance), Lorelai Gilmore parla del carcere turco del film. Viene successivamente menzionato da Lane Kim nel quarto episodio della seconda stagione Il viaggio (The Road Trip to Harvard). Viene poi nuovamente citato nel primo episodio della quarta stagione Yale, sto arrivando! (Ballrooms and Biscotti), dove Rory Gilmore descrive la trama del film, delineando un'ipotetica situazione in cui lei e sua madre potrebbero contrabbandare droga.[54]
- In Relic Hunter, nel diciottesimo episodio della terza stagione I due impostori (Faux Fox), Nigel Bailey dice che ha paura delle carceri spagnole perché ha "visto il film". E Sydney Fox lo corregge: «Era una prigione turca.»[54]
- La scena del film in cui Susan mostra i seni viene citata anche in Il regalo (The Soup), settimo episodio della sesta stagione di Seinfeld, quando George Costanza è riluttante a chiedere ad una ragazza di uscire, e Jerry Seinfeld dice di farlo perché "lei non ha intenzione di mettergliele sul vetro." Viene poi citato il titolo del film nel settimo episodio della settima stagione Il codice segreto (The Secret Code).[54]
- In That '70s Show, nel ventitreesimo episodio (Canadian Road Trip) della terza stagione, viene citato il film.[54]
- Ne La tata, nell'undicesima puntata della seconda stagione Il ragazzino più amato d'America (When You Pish Upon a Star), la protagonista Fran Fine menziona la pellicola.[54]
- È stato anche citato in General Hospital, Little Britain, Enturage, Packed to the Rafters e altre sitcom.[54]
- Venne nominato anche in alcuni programmi televisivi, come in The Tonight Show; anche dall'attore Bill Murray in due puntate del programma Saturday Night Live.[54]

## Inesattezze storiche
- Il fez indossato nel film da diversi uomini turchi era estremamente raro in Turchia dal 1925, quando fu abolito da Mustafa Kemal Atatürk (il leader e fondatore della Repubblica Turca), nel tentativo di "occidentalizzare" il paese.[56]
- Il film è ambientato nel 1970. Ciononostante quando Billy Hayes entra nella toilette dell'aeroporto per lavarsi la faccia, si può notare un poster sul muro che mostra una foto del ponte sul Bosforo che è stato iniziato nel febbraio del 1970 e completato nel 1973.[56]